# Orthogonioptilum galleyi
Orthogonioptilum galleyi is een vlinder uit de familie nachtpauwogen (Saturniidae). De wetenschappelijke naam van de soort is voor het eerst geldig gepubliceerd in 1992 door Patrick Basquin.

## Type
- holotype: "male. 13.IV.1990"
- instituut: Collectie Patrick Basquin. la Valette 50700 Yvetot-Bocage, Frankrijk
- typelocatie: "Cameroun, Yaoundé, 25 km N.W."